# Karam Dżabir
Karam muhammad Dżabir Ibrahim, Karam Mohamed Gaber Ibrahim (ur. 1 września 1979 w Aleksandrii) – egipski zapaśnik w stylu klasycznym, mistrz i wicemistrz olimpijski, dwukrotny wicemistrz świata.
Największym jego sukcesem jest złoty medal igrzysk olimpijskich w Atenach w kategorii do 96 kg. W 2012 roku, w Londynie, zdobył srebrny medal w kategorii 84 kg.
Zdobył również dwa srebrne medale mistrzostw świata w 2002 i 2003. Złoty medalista igrzysk śródziemnomorskich w 2001 i 2005. Triumfator igrzysk afrykańskich w 1999, 2003 i 2007. Zdobył siedem złotych medali na mistrzostwach Afryki, w 1997, 1998, 2000, 2002, 2005, 2006 i 2007.
Najlepszy na igrzyskach panarabskich w 1997 i 2011. Pierwszy w Pucharze Świata w 2001 i 2002. Drugi na mistrzostwach śródziemnomorskich w 2012. Brązowy medalista MŚ juniorów w 1997 i 1998 roku.
- Turniej w Atenach 2004

Pokonał Kazacha Äseta Mämbetowa, Marka Sitnika, Greka Georgiosa Koutsioumbasa, Turka Mehmeta Özala i Gruzina Ramaza Nozadze.  
- Turniej w Pekinie 2008

W pierwszej rundzie miał wolny los a potem przegrał z Albańczykiem Elisem Guri.
- Turniej w Londynie 2012

Wygrał z Chorwatem Nenadem Žugajem, Francuzem Méloninem Noumonvim, Damianem Janikowskim a walce o złoty medal  uległ Rosjaninowi Ałanowi Chugajewowi.